# Vitocha

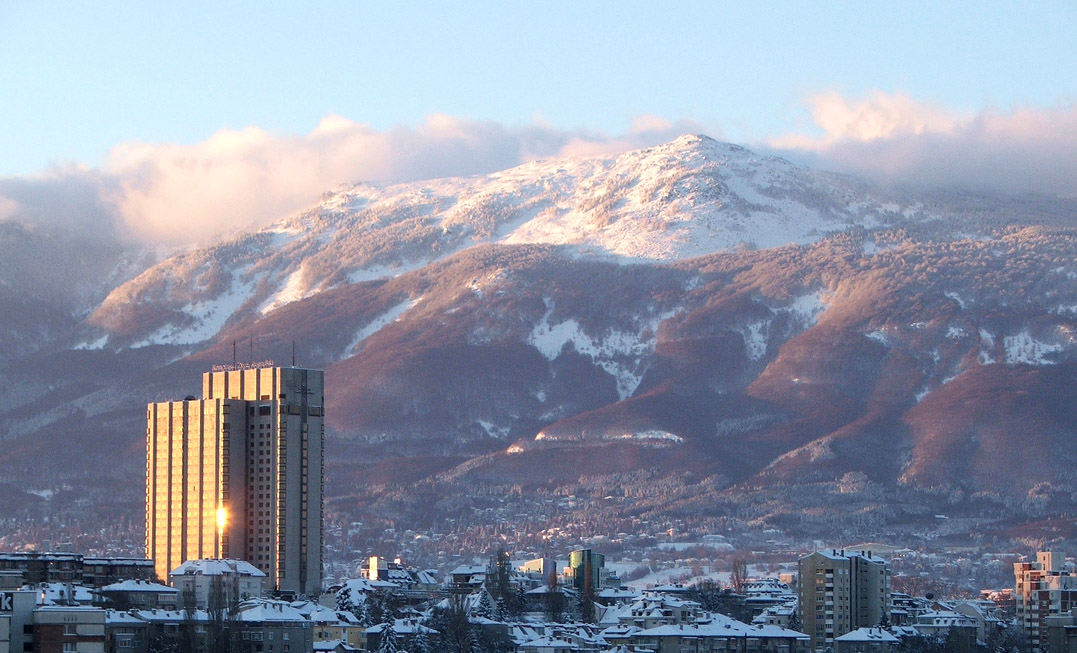
Vitocha visto de Sófia

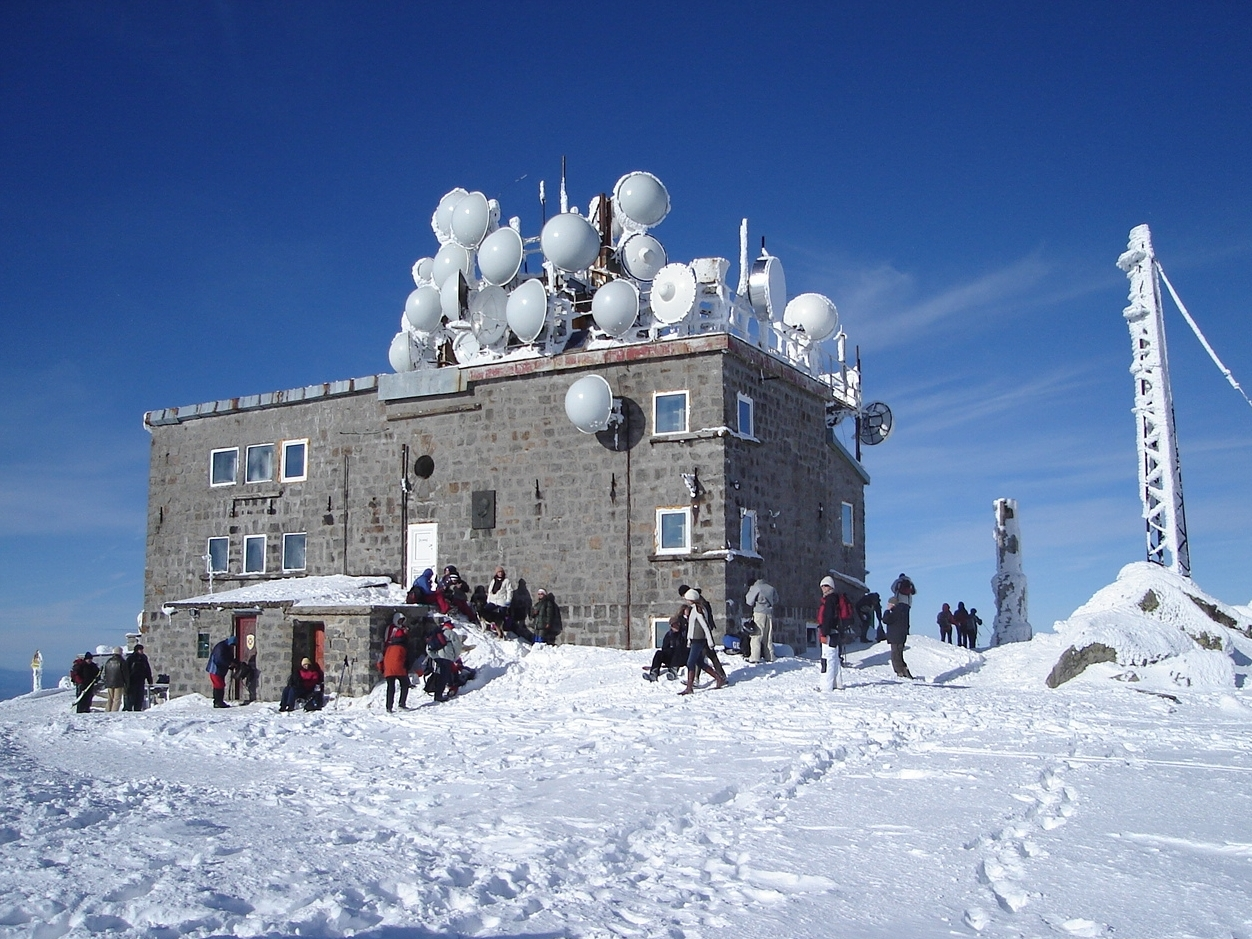
Estação meteorológica no Cume Preto

O Vitocha é um maciço montanhoso localizado próximo a Sófia, capital da Bulgária. Alcança 2.290m de altitude. Vitocha é um dos símbolos da cidade e o lugar mais próximo para alpinismo e esqui. Linhas de ônibus tornam a montanha facilmente acessível. Vitocha tem os esboços de uma catedral enorme. O território da montanha inclui o Parque Nacional de Vitocha, o parque nacional mais antigo dos Bálcãs, e que abrange as partes mais freqüentemente visitadas. 
A montanha emergiu em conseqüência de uma atividade vulcânica e foi subsequentemente moldada pelo dobramento lento das camadas de rocha de granito e por uma série de elevações graduais da área. Vitocha é separada em quatro áreas principais cujos cumes convergem para uma coroa conhecida como "Cume Preto"  (Cherni Vrah). Este é o ponto mais elevado da montanha com 2.290 m e é um dos 10 picos de Vitocha com mais de 2.000 m de altura.
Uma estação meteorológica foi construída no alto em 1935, e ainda está sendo operada. A estação também serve como um abrigo do descanso para andarilhos e é a matriz para a equipe de salvamento da montanha. Os originais históricos mostram que a montanha de Vitocha há diversos séculos, esteve coberta ainda pelo vestígios “Magna Silva Bulgarica inacessível”. Hoje, as florestas coníferas naturais de Vitocha remanescem somente na reserva Bistrishko Branishte e em torno de Zlatnite Mostove (as Pontes Douradas).  As Pontes Douradas são um fenômeno surpreendente conhecido como o rio de pedra e consistem em uma fita dos pedregulhos enormes que funcionam abaixo a montanha. Este ponto fica situado ao longo do rio de Vladayska em uma área de floresta. Entretanto, este é somente um dos oito rios de pedra encontrados em Vitocha que foram os moraines de geleiras antigas. Sua formação mais adicional ocorreu devido à erosão esférica das rochas do sienite e seu movimento gradual flui para baixo pelos vales pelas forças da gravidade, e pelas águas moventes.